# 毛鸿宾 (北朝)
毛鸿宾（?—?），字道宗，北魏、西魏北地郡三原县（今陕西省三原县）人，毛遐的弟弟。
毛鸿宾大鼻眼，多鬓须，黑而且肥，容貌颇异，氐、羌见见到都害怕。毛鸿宾有胆略，善骑射，俶傥不拘小节，轻财好施。勇猛敢战，声名过其兄。魏孝明帝正光年间，六镇之乱，毛鸿宾与毛遐共聚乡曲，被推为盟主，常与毛遐一守一战。后任岐州刺史、散骑常侍、开国县侯。魏孝明帝以毛鸿宾兄弟功多，改北地郡为北雍州，以毛鸿宾为刺史。魏孝武帝时，令他镇守潼关。魏孝武帝西入关中，部从三天没有食物，他以酒食迎孝武帝。毛鸿宾后被高欢所擒，在并州忧恨而卒。